# Pierre J. Thuot
Pierre Joseph Thuot, född 19 maj 1955 i Groton, Connecticut, är en amerikansk astronaut uttagen i astronautgrupp 11 den 4 juni 1985

## Rymdfärder
- STS-36
- STS-49
- STS-62